# Chicago Beach Hotel

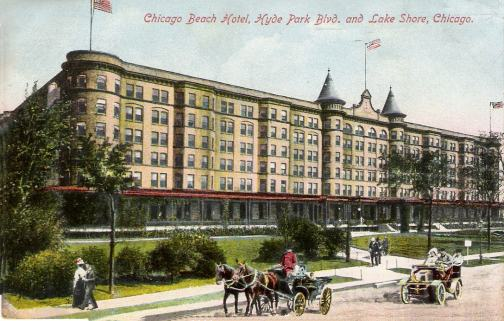
Chicago Beach Hotel, Postkarte (1910)

Das Chicago Beach Hotel war ein Luxushotel mit der Adresse 1660 East Hyde Park Boulevard im Viertel Indian Village von Kenwood, einem Stadtteil von Chicago, Illinois.
Das Hotel wurde 1892 durch Warren Leland gebaut und war eines der aus Spekulationsgründen gebauten Hotels zur Unterbringung der Touristen, die die Columbian Exposition of 1893 besuchten. Das Hotel hatte 450 Zimmer mit 175 Badezimmern. Das Anwesen erstreckte sich bis zum Lake Michigan. Es erinnerte in der Architektur an das von Paul Cornell finanzierte Hyde Park Hotel, das wahrscheinlich die gleichen Architekten hatte. Zahlreiche wohlhabende Chicagoer wurden Bewohner des Hotels. Vom Gebäude aus bestand ein privater Zugang zum Strand, bis die Stadt 1915 eine Badeanstalt einrichtete. Seine Lage am Strand verlor das Hotel vollständig im Jahr 1920, weil durch ein Landgewinnungsprojekt die Uferlinie um mehr als einen Block nach Osten verlegt wurde und der South Lake Shore Drive geschaffen wurde.

Chicago Beach Hotel, Postkarte (1911)

1921 entstand im Ostteil des Grundstücks ein großer, zwölfstöckiger Anbau mit 545 Zimmern. Der ursprüngliche Bau, der nicht mehr dem aktuellen Standard entsprach, wurde 1927 abgerissen. An seiner Stelle entstanden 1950 die Algonquin Apartments, die von Ludwig Mies van der Rohe entworfen wurden.
Während des Zweiten Weltkriegs wurde der neue Flügel des Hotels vom Militär beschlagnahmt und als Gardiner General Hospital genutzt. Nach dem Krieg war in dem Bau das Hauptquartier der Fifth United States Army untergebracht. Es wurde zu Beginn der 1970er Jahre abgerissen. An seiner Stelle entstand die Wohnanlage Regents Park.